# Позже (роман)
«Позже» (англ. Later) — роман американского писателя Стивена Кинга, опубликованный 2 марта 2021 года.

## Сюжет
Главный герой книги — мальчик по имени Джейми Конклин, обладающий сверхъестественными способностями видеть мёртвых людей. В частности, ему приходится бороться с убийцей, который уже мёртв, но хочет нанести по живым новый удар. Параллельно Джейми борется с внутренними демонами и драматично переживает собственное взросление.

## Публикация и оценки
О времени публикации нового романа Стивена Кинга сообщил сам автор, опубликовавший в Твиттере анонс и обложку книги. «Next year. March», — написал Кинг. Предзаказ на Amazon был открыт летом 2019 года. Книга увидела свет 2 марта 2021 года.
Редактор Hard Case Crime (книжной серии издательства Titan Books, в которой вышла книга) Чарльз Ардай назвал «Позже» «ужасающим, чувственным, душераздирающим и честным» романом. Для рецензента «Мира фантастики» «Позже» — «человечная и очень симпатичная история о взрослении и неизбежной встрече со своими демонами в процессе».